# Primärfärg

Färgcirkel som visar primär-, sekundär- och tertiärfärger i färgsystemen RGB och CMY(K).

En primärfärg eller grundfärg är en av de färger man utgår från vid färgblandning eller som på annat sätt ligger till grund för ett färgsystem.
Man använder olika primärfärger vid additiv färgblandning (där varje färg tillför ljus) och subtraktiv färgblandning (där varje pigment tar bort ljus).

## Additiv färgblandning
Vid additiv färgblandning, till exempel inom television, använder man oftast primärfärgerna röd, grön och blå (förkortat RGB).
De tre primärfärgerna inom färgsystemet RGB är röd, grön och blå:                   

## Subtraktiv färgblandning
Vid subtraktiv färgblandning, till exempel vid tryck, använder man oftast primärfärgerna cyan, magenta och gul. Utöver dessa används även svart. (Förkortat CMYK.)
De tre primärfärgerna inom färgsystemet CMYK är cyan, magenta och gul:                   
(Därutöver används även svart:       ).
Cyan, magenta och gul är komplementfärger till röd, grön och blå.
Att blanda färg att måla med är också subtraktiv färgblandning. Konstnären Johannes Itten är en av dem som har konstruerat en modell där alla färger antas kunna blandas till av pigment i de tre grund- eller primärfärgerna gult, rött och blått.                   . Detta fungerar dock inte i praktiken. 

## Färgsystem som inte bygger på blandning
Ordet primärfärg kan användas även i färgsystem som inte bygger på blandning av strålning eller pigment. I det visuellt baserade färgsystemet NCS kallas utgångspunkterna elementarfärger och är sex stycken: gult, rött, blått, grönt, vitt och svart.                                     . Det amerikanska färgsystemet Munsell har de fem grundfärgerna gult, rött, purple, blått och grönt.

## Olika system – olika grundfärger
Primärfärgerna i RGB- och CMYK-modellerna är valda så att de ömsesidigt utgör varandras sekundärfärger. I övriga färgsystem är färgerna annorlunda definierade. Det betyder att även om exempelvis gult är en grundfärg i flera olika system så är det inte samma gula det handlar om. Motsvarande gäller övriga grundfärger – blått hos Itten är alltså inte likadant som blått i RGB, NCS eller Munsell-systemet.